# Parque Battersea
Parque Battersea é um espaço verde de 200 acres (83 hectares) em Battersea, no bairro londrino de Wandsworth, em Londres. Ele está localizado na margem sul do rio Tâmisa, em frente a Chelsea, e foi aberto em 1858.
O parque está listado como Grau II * no Registro de Parques e Jardins Históricos.